# 奥利维耶·让
奥利维耶·让（法語：Olivier Jean，1984年3月15日—），加拿大男子短道速滑运动员。他是2010年温哥华冬奥会男子5000米接力冠军。

## 职业生涯
2010年温哥华冬奥会中，让获得男子5000米接力金牌。